# Peperomia bajana
Peperomia bajana är en pepparväxtart som beskrevs av Trel. & Yunck.. Peperomia bajana ingår i släktet peperomior, och familjen pepparväxter. Inga underarter finns listade i Catalogue of Life.